# Guy Cabourdin
Guy Cabourdin, né le 13 février 1923 à Lunéville et mort le 27 mars 2003 à Lay-Saint-Christophe, est un historien français, spécialiste de l'histoire démographique et sociale dont il a été l'un des pionniers.

## Biographie
Guy Cabourdin, né à Lunéville, passe une licence d'histoire et est nommé maitre-auxiliaire à l'école normale de Mirecourt, puis est muté à l'école normale de Nancy en 1952. 
Il est nommé maître-assistant d'histoire à l’université de Strasbourg en 1961. Il achève sa thèse d'état en 1976, publiée en 1977. 
Guy Cabourdin est le premier directeur du collège littéraire universitaire de Metz, et professeur d'histoire moderne à l'Université de Nancy II. 
Il prend sa retraite en 1984 tout en continuant, par passion, sa recherche et meurt en 2003 à Lay-Saint-Christophe (Meurthe-et-Moselle).

## Publications (sélection)
- 1964 : Statistiques d'histoire économique: époque contemporaine, en coll. avec Odette Voilliard, et François G. Dreyfus  (ISBN 2868201237)
- 1977 : La Lorraine du Néant aux "Lumières" de 1648 à 1789
- 1978 : Lexique historique de la France d'Ancien Régime, en coll. avec Georges Viard, Armand Colin.
- 1980 : Quand Stanislas régnait en Lorraine, Ed. Fayard
- 1984 : La vie quotidienne en Lorraine aux XVIIe et XVIlIe siècles  (ISBN 2010082060)
- 1987 : Lorraine d'hier, Lorraine d'aujourd'hui, Presses universitaires de Nancy  (ISBN 2864802988)
- 1991 : Encyclopédie illustrée de la Lorraine: Histoire de la Lorraine  (ISBN 2864802201)
- 1991 : De la Renaissance à la guerre de Trente ans  (ISBN 2876920808)